# 353 a.C.
Il 353 a.C. (CCCLIII a.C. in numeri romani) è un anno  del IV secolo a.C.

## Eventi
- Battaglia di Volo: Filippo II di Macedonia sconfigge i Focesi nella terza guerra sacra.
- A Siracusa, Callippo conduce alcune campagne contro le città ribelli (tra cui Catania) e poi viene detronizzato da Ipparino, figlio di Dionisio I.
- Roma
  - Consoli Gaio Sulpicio Petico IV e Marco Valerio Publicola II
  - Dittatore Tito Manlio Imperioso Torquato

## Morti
- Ificrate, generale ateniese (n. 418 a.C.)
- Mausolo, politico e sovrano greco antico
- Onomarco, militare greco antico